# North Tunica
North Tunica – jednostka osadnicza w Stanach Zjednoczonych, w stanie Missisipi, w hrabstwie Tunica.